# Ania Caill
Ania Monica Caill (* 24. Oktober 1995 in Limoges, Frankreich) ist eine rumänisch-französische Skirennläuferin.

## Biografie
Caill wurde als Tochter eines französischen Vaters und einer rumänischen Mutter geboren. Sie lebt in Frankreich und besitzt beide Staatsangehörigkeiten ihrer Eltern. Im Alter von 7 Jahren begann sie mit dem Skifahren. Bis zur Saison 2011/12 startete sie auch für Frankreich, entschied sich dann jedoch für einen Nationenwechsel. 2013 startete sie beim Europäischen Olympischen Jugendfestival in Brașov und wurde 20. im Riesenslalom.
2014 nahm Caill an den Olympischen Winterspielen in Sotschi teil, wo sie die einzige rumänische Starterin im Ski alpin war. Sie startete in der Abfahrt, im Super G, im Riesenslalom und in der Kombination. Ihre besten Resultate erreichte sie in der Kombination mit Platz 22 und im Super G mit Platz 30. Bei den Weltmeisterschaften 2015 in Beaver Creek wurde sie 54. im Riesenslalom.
Bei den Olympischen Spielen 2018 in Pyeongchang wollte Caill im Riesenslalom starten. Wegen des schlechten Wetters wurde das Riesenslalomrennen aber verschoben und kollidierte mit den Trainingsläufen des Super G, dem sie den Vorzug gab. Im Jeongseon Alpine Centre erreichte sie den 36. Platz im Super G und den 28. Platz in der Abfahrt.

## Erfolge

### Olympische Winterspiele
- Sotschi 2014: 22. Super-Kombination, 30. Super-G, 51. Riesenslalom, DNF Abfahrt
- Pyeongchang 2018: 28. Abfahrt, 36. Super-G, DNS Riesenslalom

### Weltmeisterschaften
- Vail/Beaver Creek 2015: 54. Riesenslalom
- Åre 2019: 28. Super-G, 37. Abfahrt
- Cortina d’Ampezzo 2021: 30. Abfahrt
- Courchevel/Méribel 2023: 25. Abfahrt

### Juniorenweltmeisterschaften
- Québec 2013: 43. Abfahrt, 48. Riesenslalom, DNF Super-G
- Hafjell 2015: 43. Abfahrt, 44. Super-G, 46. Riesenslalom, 47. Super-Kombination
- Sotschi 2016: 23. Abfahrt, 28. Super-G, DNF Riesenslalom, DNF Super-Kombination

### Europacup
- 2 Ergebnisse unter den besten 10, davon 1 Podestplatz

### South America Cup
- Saison 2015: 2. Abfahrtswertung, 4. Gesamtwertung, 7. Super-G Wertung, 9. Riesenslalomwertung
- Saison 2016: 1. Abfahrtswertung, 7. Super-G Wertung, 8. Gesamtwertung
- 9 Podestplätze, davon 2 Siege

| Datum             | Ort      | Land  | Disziplin |
| ----------------- | -------- | ----- | --------- |
| 4. September 2014 | La Parva | Chile | Abfahrt   |
| 4. September 2014 | La Parva | Chile | Abfahrt   |

### Europäisches Olympisches Jugendfestival
- Brașov 2013: 20. Riesenslalom

### FIS-Rennen
- 2 Siege bei FIS-Rennen